# Luanda
Luanda az Afrika délnyugati részén fekvő Angola fővárosa, az ország politikai, kulturális, pénzügyi és kereskedelmi központja. Luanda egyben a világ egyik legdrágább városa a megélhetési indexek alapján.

## Földrajz
Az ország északnyugati részén található az Atlanti-óceán mentén húzódó széles síkságon, hosszan elnyúlik a Luandai-öböl partján.

### Éghajlat

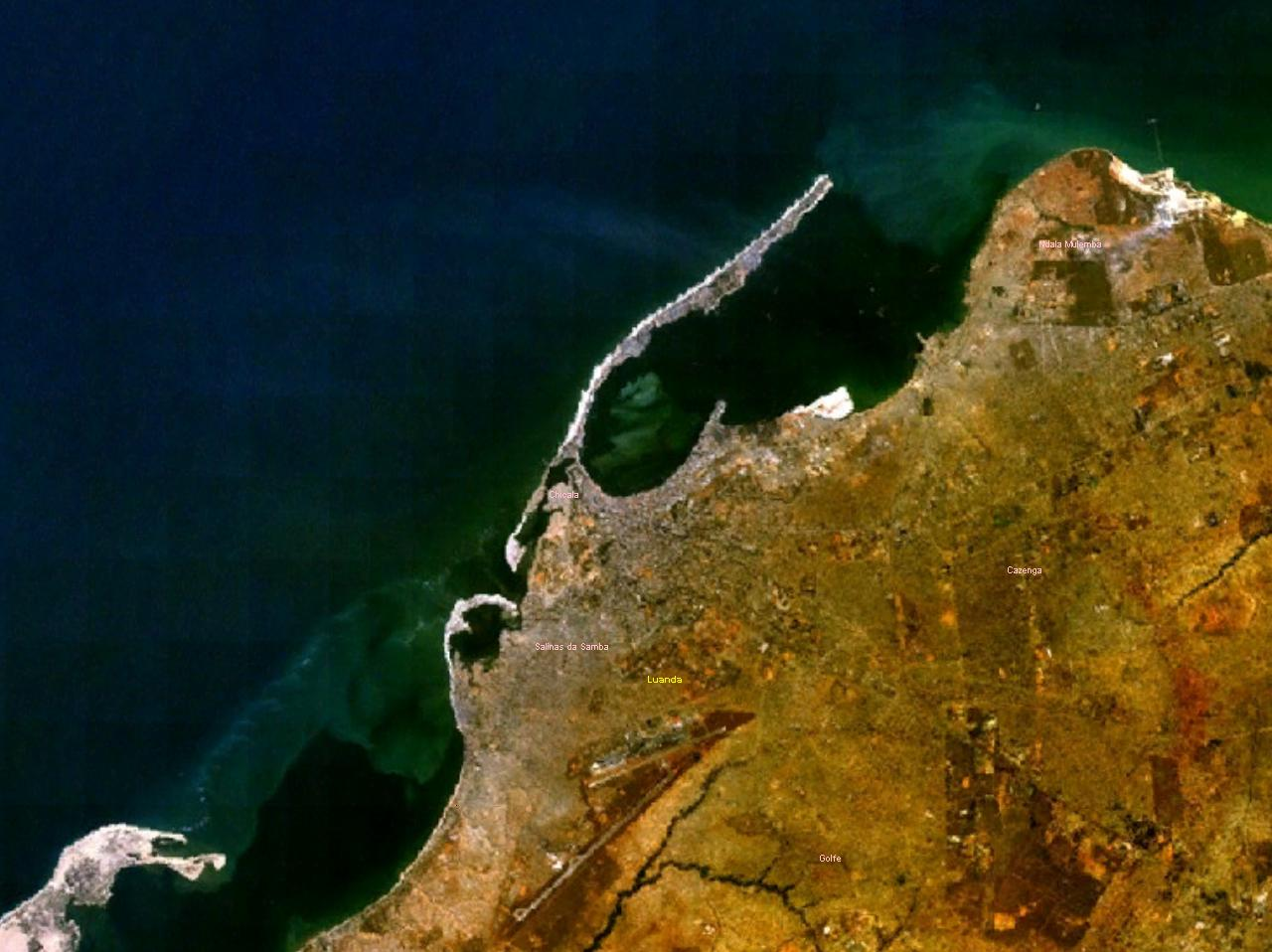
Műholdfelvétel Luandáról

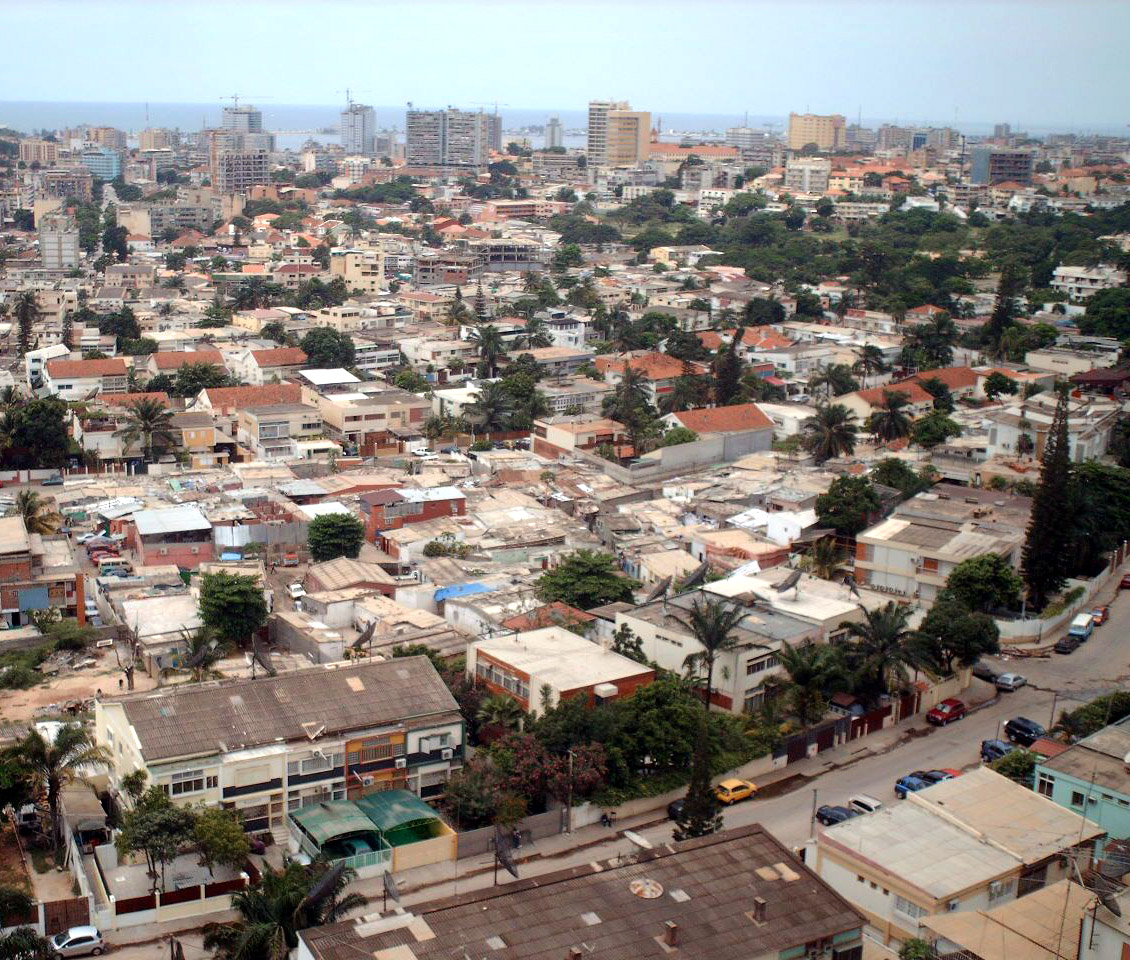
A város látképe

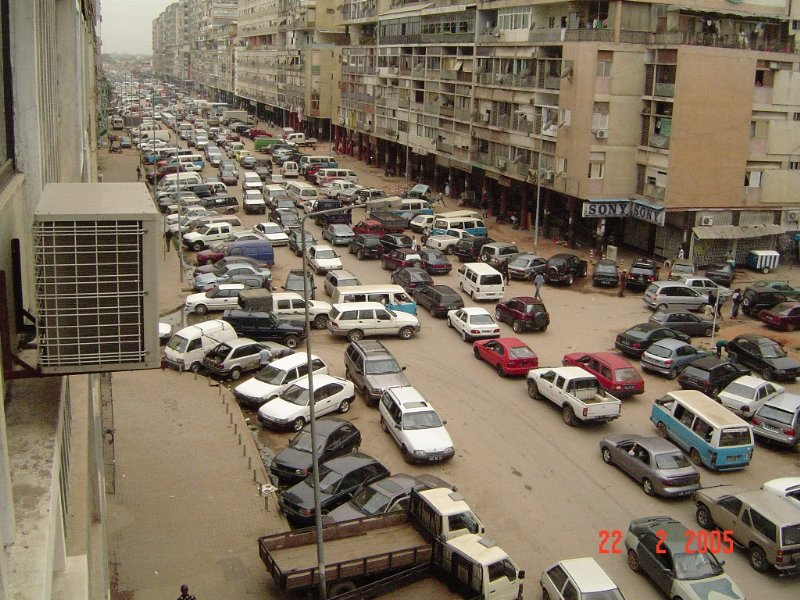
Avenida dos Combatentes, Luanda

Éghajlata az óceán szomszédságának köszönhetően száraz szavannai, hűvösebb és szárazabb a fekvése szerint vártnál, méghozzá partokat hűtő és az esőképzést akadályozó Benguela-hidegáramlás hatására (évente átlag 335 mm eső esik, és az évi középhőmérséklet 20 °C körüli).
A nyár novembertől májusig tart, a hőmérséklet 26-27 °C körüli, és az esőzések miatt a levegő kellemetlenül fülledt. A tél ellenben rövid, és eső nélküli, a középhőmérséklet 20 °C körül van.
| Hónap                         | Jan. | Feb. | Már. | Ápr. | Máj. | Jún. | Júl. | Aug. | Szep. | Okt. | Nov. | Dec. | Év   |
| ----------------------------- | ---- | ---- | ---- | ---- | ---- | ---- | ---- | ---- | ----- | ---- | ---- | ---- | ---- |
| Rekord max. hőmérséklet (°C)  | 32,8 | 35,0 | 35,0 | 34,4 | 36,1 | 31,7 | 29,4 | 28,3 | 28,9  | 31,7 | 36,7 | 34,4 | 36,7 |
| Átlagos max. hőmérséklet (°C) | 28,3 | 29,4 | 30,0 | 29,4 | 27,8 | 25,0 | 23,3 | 23,3 | 24,4  | 26,1 | 27,8 | 28,3 | 26,9 |
| Átlaghőmérséklet (°C)         | 25,8 | 26,7 | 27,0 | 26,7 | 25,3 | 22,5 | 20,8 | 20,6 | 21,9  | 23,9 | 25,3 | 25,8 | 24,3 |
| Átlagos min. hőmérséklet (°C) | 23,3 | 23,9 | 23,9 | 23,9 | 22,8 | 20,0 | 18,3 | 17,8 | 19,4  | 21,7 | 22,8 | 23,3 | 21,7 |
| Rekord min. hőmérséklet (°C)  | 20,6 | 21,1 | 21,1 | 21,1 | 17,8 | 15,0 | 14,4 | 14,4 | 16,7  | 18,3 | 20,0 | 19,4 | 14,4 |
| Átl. csapadékmennyiség (mm)   | 25   | 35   | 76   | 116  | 12   | 1    | 0    | 1    | 2     | 5    | 28   | 20   | 321  |
| Havi napsütéses órák száma    | 217  | 198  | 217  | 180  | 217  | 210  | 155  | 155  | 150   | 155  | 180  | 186  | 2220 |
| Forrás: BBC Weather           |      |      |      |      |      |      |      |      |       |      |      |      |      |

## Története

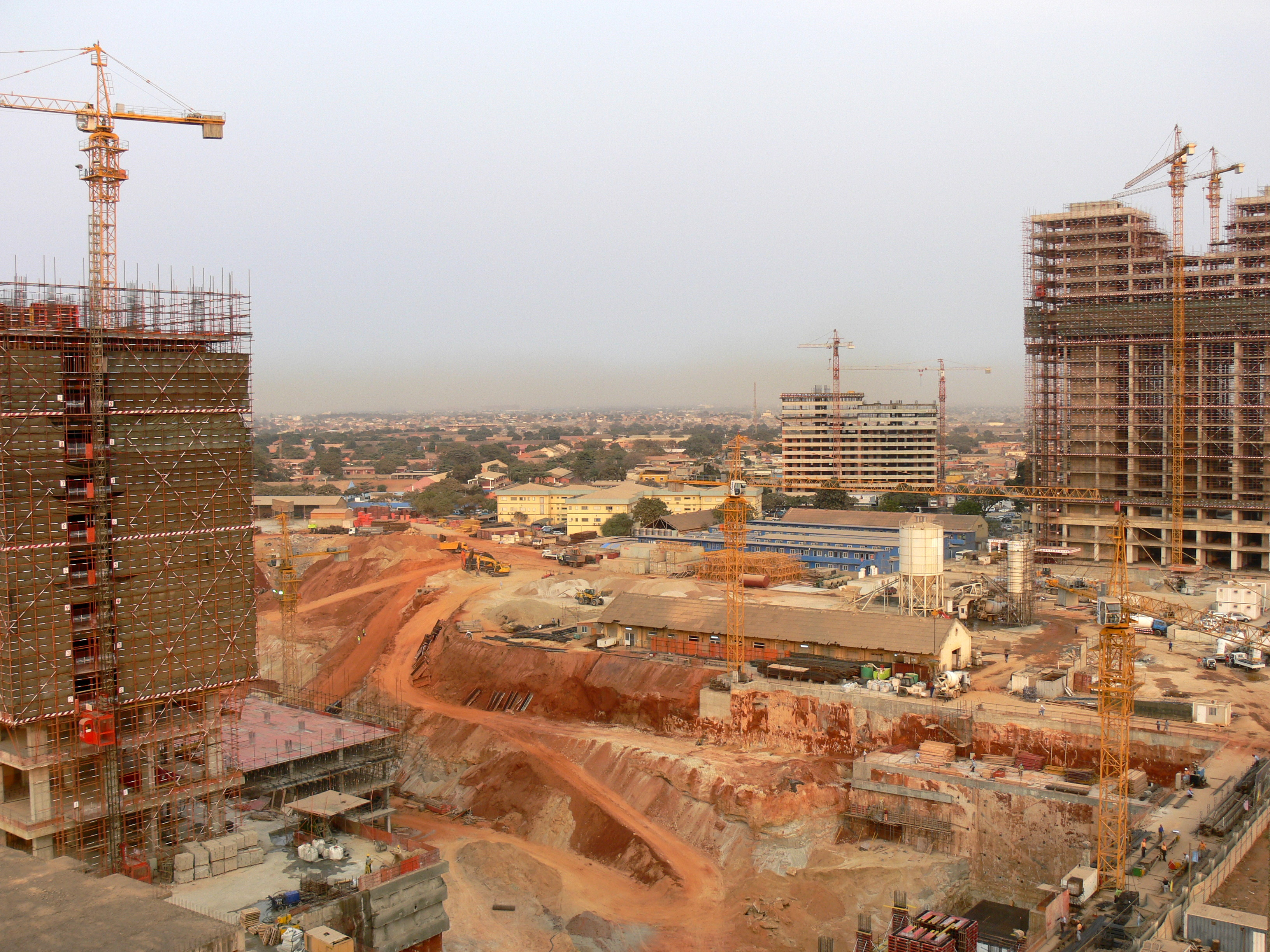
Hatalmas építkezések a városban a polgárháború befejeződése óta

1482-ben kötöttek ki először Angola partjain a portugálok.
A 16. század közepétől India partjai felé igyekvő hajóik gyakran horgonyoztak le útközben a Luandai-öbölben.
1576-ban Paolo Diaz de Novais alapította Sao Paulo de Loanda néven.
A 17. században a város Afrika nyugati partvidéke rabszolga-kereskedelmének, s a portugál gyarmatosítóknak is egyik központja volt.
1627-ben lett az angolai gyarmati közigazgatás székhelye.
A 20. század közepe tájától Luandában gyors gazdasági fejlődés vette kezdetét.
1941–1945 között kiépült a kikötő.
1955-ben a főváros környékén kőolajlelőhelyeket tártak fel.
1962-ben egyetemet is alapítottak Luandában.
1975-től Angola fővárosa.
Luanda lakossága az önállóság elnyerésekor félmillió volt, azonban a több mint százezer portugál eltávozása után egy időre megcsappant, majd gyors növekedésnek indult, és az 1980-as évek közepére 1,1 millióra növekedett, s 2000-re már majdnem elérte az ötmilliót..

## Gazdasága

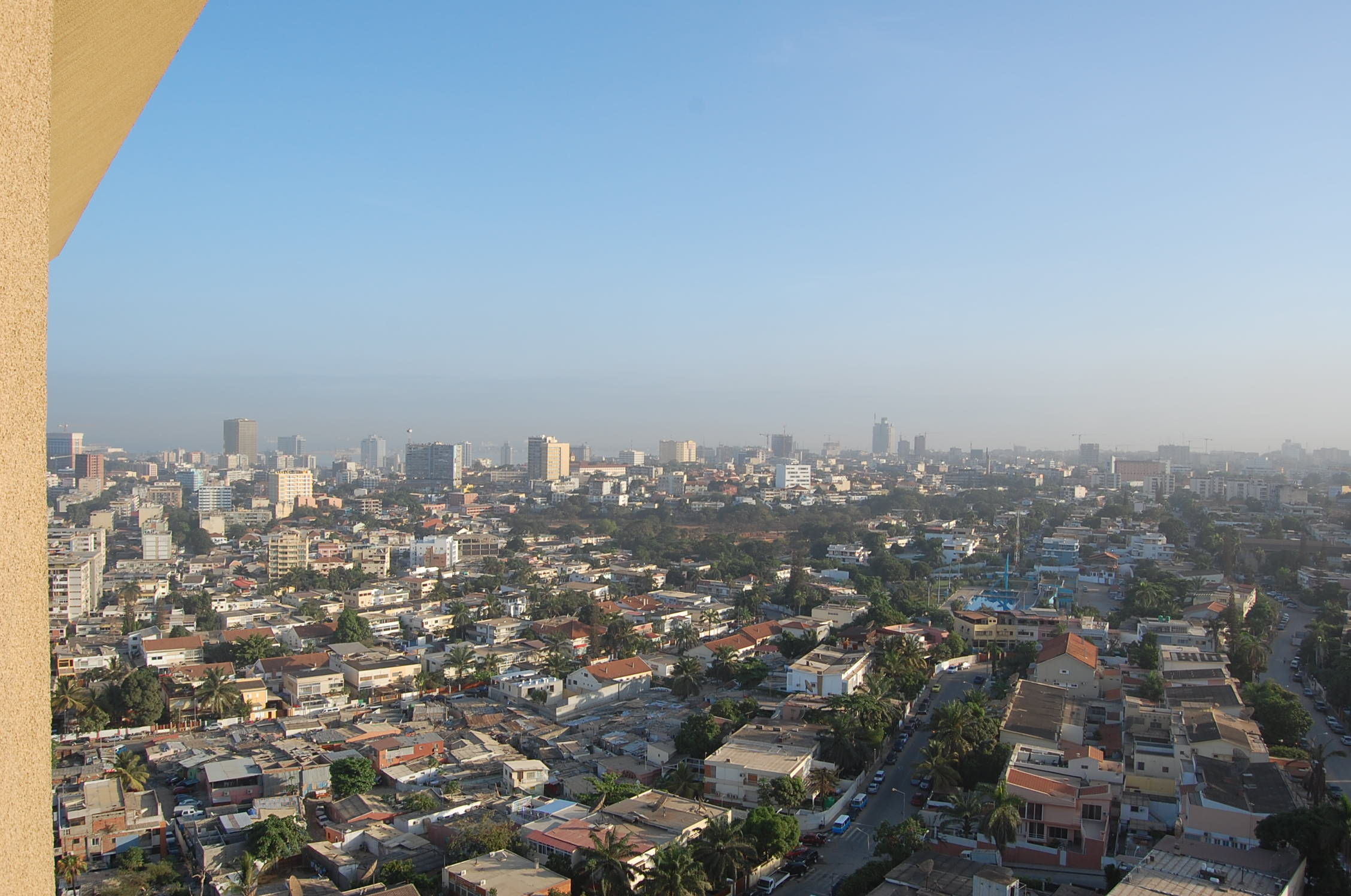
Luanda látképe

A főváros Angola legjelentősebb települése, az ország népességének egynyolcada él itt. Lobito után kikötője a második legforgalmasabb. Vasérc-, gyémánt-, kőolaj- és kávékivitel bonyolódik le itt, egyben az észak-angolai vasút kiindulópontja, és jelentős nemzetközi légikikötő.
Ipara főleg a környező mezőgazdasági területek termékeit dolgozza fel: malmok, dohány- és cukorgyárak, olajütők, sörfőzők, pamutipari üzem, cellulóz- és papírgyár található itt.
Vegyészetének alapja az egymillió tonna kapacitású kőolajfinomító.

## Nevezetességek
- Sao Miguel-erőd – 1638-ban épült.
- Carmo-templom – 1663-ban emelték
- Remédios-katedrális
- Nossa Senhora da Nazaré-templom – a 17. században épült